# Air Maur
Air Maur is een luchtvaartmaatschappij uit Mauritanië met als thuisbasis Nouadhibou.

## Geschiedenis
Air Maur is opgericht in 2006.

## Vloot
De vloot van Air Maur bestaat uit:(juni 2007)
- 1 Yakolev Yak42D